# Giuseppe Fammilume
Giuseppe Fammilume (Pollenza, 18 marzo 1896 – 1952) è stato un pittore italiano.
Deve la sua fama all'aver realizzato la serie di acquerelli sulla Roma sparita della Spina dei Borghi.

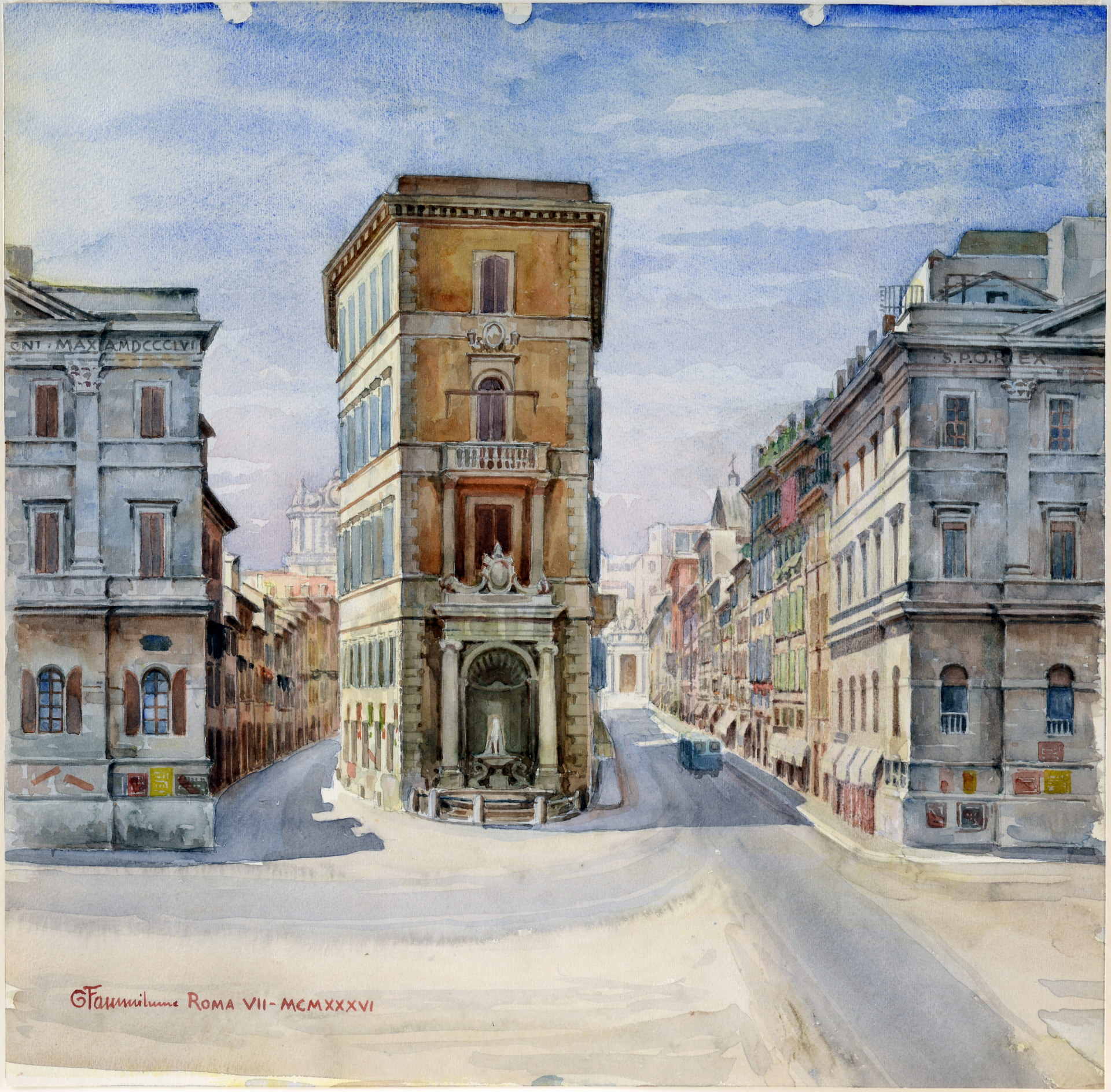
Ingresso della Spina dei Borghi

## Biografia
Giuseppe Fammilume, figlio di Francesco Fammilume e di Zenaide Tamagninidi, apprende i primi rudimenti dell'arte grafica da Giuseppe De Angelis, scultore maceratese e da Amleto Montevecchi, pittore romagnolo. Si diploma alla Regia Scuola dell'Arte di Macerata. Trasferitosi a Roma frequenta l'Istituto Superiore di Belle Arti e contemporaneamente l'Accademia inglese per lo studio del nudo e il Museo Artistico per gli stili. Allievo del pittore sambenedettese Giuseppe Pauri, apprende la tecnica della pittura parietale e della tempera; in seguito, sotto la guida di Biagio Biagietti, direttore del Laboratorio di Restauro del Vaticano e delle Gallerie Pontificie, si perfeziona nell'arte della decorazione murale.
Nel 1921 si reca con il Biagietti a Parma per il restauro della monumentale Cappella Espiatoria della Cattedrale. 
Nel 1922 esegue il suo primo lavoro, presso la Villa del Seminario di Macerata, dove "la sobria decorazione, veramente riuscita in ogni singola parte è eseguita con una tecnica impeccabile e con un'arte decorativa perfetta" (L'Avvenire d'Italia 22/10/1922).
Nel 1923, affiancando sempre il Biagietti, lavora nella decorazione e pittura del Santuario - Basilica della Madonna della Misericordia di Macerata, di cui restaura la volta centrale, dipinta da Francesco Mancini (1679-1758). Dal gennaio del 1923 è impiegato presso il Laboratorio di Restauro dei Musei Vaticani, dapprima come aiuto restauratore e, dal 16 marzo del 1933, come restauratore, dove rimane in servizio fino al febbraio 1952, data della sua morte.

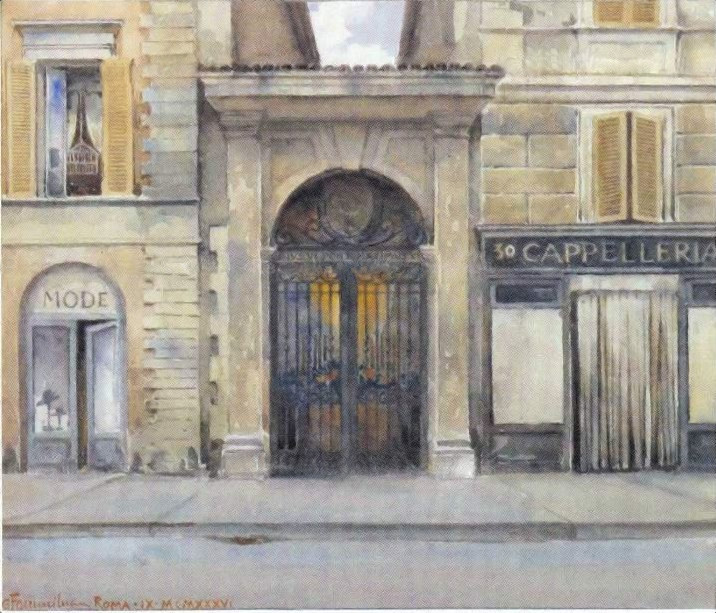
Cappella della Pietà in Borgo Nuovo

Nel 1924 realizza due grandi quadri da altare su tela, uno rappresentante la Beata Teresa del Bambino Gesù e l'altro S. Margherita Maria Alacoque, dietro commissione di Sua Eccellenza Monsignor Fernando Cento (1883-1973), allora vescovo di Acireale, suo amico e concittadino. 
Nel 1927 gli viene affidata la decorazione della Sala degli Intervalli del Teatro Comunale di Pollenza, in cui rappresenta con maestria pittorica il soggetto prescelto "L'apoteosi delle arti belle", armonizzando con la grande volta dipinta, ricca di composizioni di carattere settecentesco di scuola napoletana e onrata da otto medaglioni allegorici di Annibale Brugnoli, autore dell'affresco della volta (1880) del Teatro dell'Opera di Roma. Sempre per il Teatro di Pollenza realizza nel 1928 i due medaglioni commemorativi degli artisti lirici Nicola Benedetti e Antonio Pelagalli Rossetti.
Nel 1929 lavora alacremente alla Cripta dell'Abbazia di Rambona, nel comune di Pollenza. Suo grande merito è quello di aver ridonato alla città una splendida chiesa romanica, ridotta in condizioni pietose, realizzandone con coraggio e determinazione il restauro. Per tali meriti viene nominato Conservatore Onorario dell'Abbazia con apposito decreto del Ministero della Pubblica Istruzione (26/06/1929). 
La passione e l'interesse per questo pregevole monumento nazionale lo spinge nel 1938 a scrivere l'interessante monografia dal titolo La Badia di Rambona in Pollenza - Marche, al fine di divulgarne e valorizzarne gli aspetti pittorici, storici ed artistici.
Fra i numerosi restauri si ricordano in Roma gli importanti interventi nella Cappella Sistina, nella nuova Pinacoteca Vaticana e soprattutto nella Cappella Paolina in Vaticano, dove restaura l'affresco della Crocifissione di San Pietro, ultima opera di Michelangelo. 
Negli anni 1943 - 1944 disegna l'altare maggiore della chiesa romanica di San Michele in Treia, che viene poi eseguito in terracotta dal ceramista Raul Bartoloni. 
Tra il 1945 e il 1946 dirige la costruzione ed esegue la decorazione, con chiari rimandi rinascimentali, della Cappella del Santo Patrono nella Cattedrale antica di San Severino Marche, in occasione della ricorrenza del XV centenario della morte del Santo Vescovo. Il nucleo pittorico principale eseguito dall'artista pollentino è costituito da una serie di medaglioni in cui sono raffigurate le vicende della vita di San Severino, collocati sotto la neoclassica trabeazione, tra le paraste che modulano le pareti della cappella. 
L'ultima opera che realizza per il suo paese natio è la cappella dedicata ai caduti di tutte le guerre nella Collegiata di San Biagio. Giuseppe Fammilume partecipa a numerose esposizioni collettive e personali in Italia e all'estero, una delle quali ebbe luogo in Argentina, presso la Casa dell'Arte - Galeria Cavallotti, Juncal 1052, di Buenos Aires. Il nucleo di opere esposto alla mostra, inaugurata il 12 maggio 1951, era costituito da 17 acquerelli e 40 disegni e monocromi con vedute di Roma, di alcune città delle Marche e vari altri soggetti.

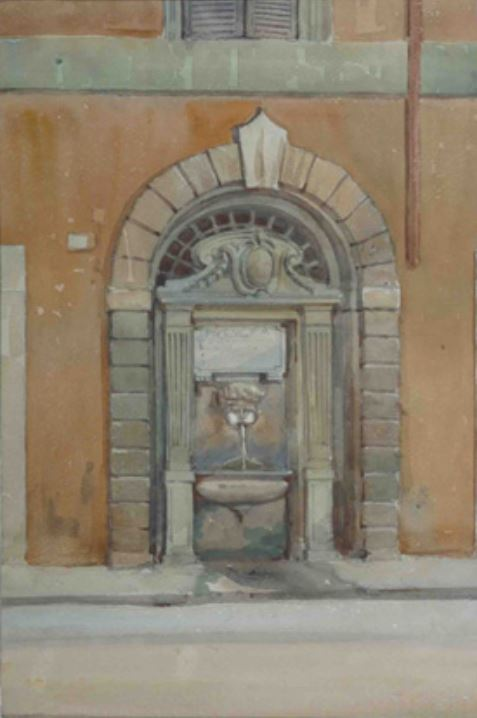
Fontana del Ricciotto in Borgo Nuovo a Roma

Grande successo di pubblico e di critica riscuote la serie degli acquerelli e disegni che ritraggono i Borghi Vaticani esposti alla Mostra Artistica Documentaria degli Scomparsi Borghi di San Pietro dal 21 al 29 maggio 1949, presso la sede del Pio Sodalizio dei Piceni, in Piazza San Salvatore in Lauro. L'intera serie degli acquerelli sulla demolita Spina dei Borghi, viva e luminosa testimonianza di una caratteristica zona della Roma scomparsa, viene acquistata dal Comune di Roma per arricchire la documentazione sulla Roma sparita del Museo delle Città.
Fu insignito dal Papa Pio XII della Commenda di S. Spirito. 
L'Accademia dei Catenati di Macerata lo ebbe tra i più stimati accademici e lo considerava membro tra i più attivi ed illustri.
Giuseppe Fammillume è l'ideatore e fondatore della Corporazione del Melograno (15 agosto 1925) insieme a Don Nazareno Boldorini (1904-1959) e Antonio Fammilume (1906-1981). Associazione altamente benemerita avente lo scopo di salvaguardare, promuovere e incoraggiare tutte le iniziative intese a valorizzare la cittadina marchigiana, il suo patrimonio storico-artistico, le sue tradizioni, i suoi tesori culturali. L'abbondante raccolta, frutto di anni di incessante e proficuo lavoro, alla morte del pittore è stata donata dagli eredi al Municipio di Pollenza. Il tutto è quindi confluito all'interno del Museo di Memorie Patrie Pollentine, all'interno del Museo Civico di Palazzo Cento sito in Via Roma 32 a Pollenza, il cui ricco fondo è costituito da opere artistiche, reperti archeologici, documenti storici o legati al folclore locale.